# Třída Swiftsure
Třída Swiftsure byla předposlední třída predreadnoughtů Royal Navy. Skládala se ze dvou jednotek, které byly objednány Chile a později zakoupeny Velkou Británií. Jednalo se o obdobu britských bitevních lodí 2. třídy. Oproti britským bitevním lodím byly menší, měly menší výtlak, lekčí konstrukci se slabším pancéřováním a výrazně slabší hlavní výzbroj. Naopak nesla silnou sekundární baterii a dosahovala vyšší rychlosti. Ve službě byly v letech 1904–1917. Účastnily se první světové války. Zatímco Triumph byla ve válce potopena, její sesterská loď Swiftsure byla na počátku 20. let 20. století sešrotována.

## Stavba
Dvě bitevní lodě této třídy byly rozestavěny pro Chile jako třída Libertad. Jejich konstruktérem byl Sir Edward Reed. Pro chilské námořnictvo představovaly protiváhu pancéřových křižníků třídy Moreno (italská třída Giuseppe Garibaldi), v té době stavěných italskou loděnicí Ansaldo pro argentinské námořnictvo. Když oba argentinské křižníky odkoupilo Japonsko (zařadilo je do služby jako Kasuga a Nisšin), také Chile své lodě nabídlo k prodeji. Následně je 3. prosince 1903 odkoupila britská vláda, aby tak zabránila jejich možnému prodeji Rusku. Celkem byly v letech 1902–1904 postaveny dvě bitevní lodě této třídy, pojmenované Swiftsure (ex Constitución) a Triumph (ex Libertad).
Jednotky třídy Swiftsure:
| Jméno                       | Loděnice                   | Založení kýlu  | Spuštěna       | Vstup do služby | Poznámka                                                |
| --------------------------- | -------------------------- | -------------- | -------------- | --------------- | ------------------------------------------------------- |
| Swiftsure (ex Constitución) | Armstrong, Elswick         | 26. února 1902 | 12. ledna 1903 | červen 1904     | Vyřazena 1917. Sešrotována 1920.                        |
| Triumph (ex Libertad)       | Vickers, Barrow-in-Furness | 26. února 1902 | 15. ledna 1903 | červen 1904     | Dne 25. května 1915 potopena německou ponorkou SM U 21. |

## Konstrukce

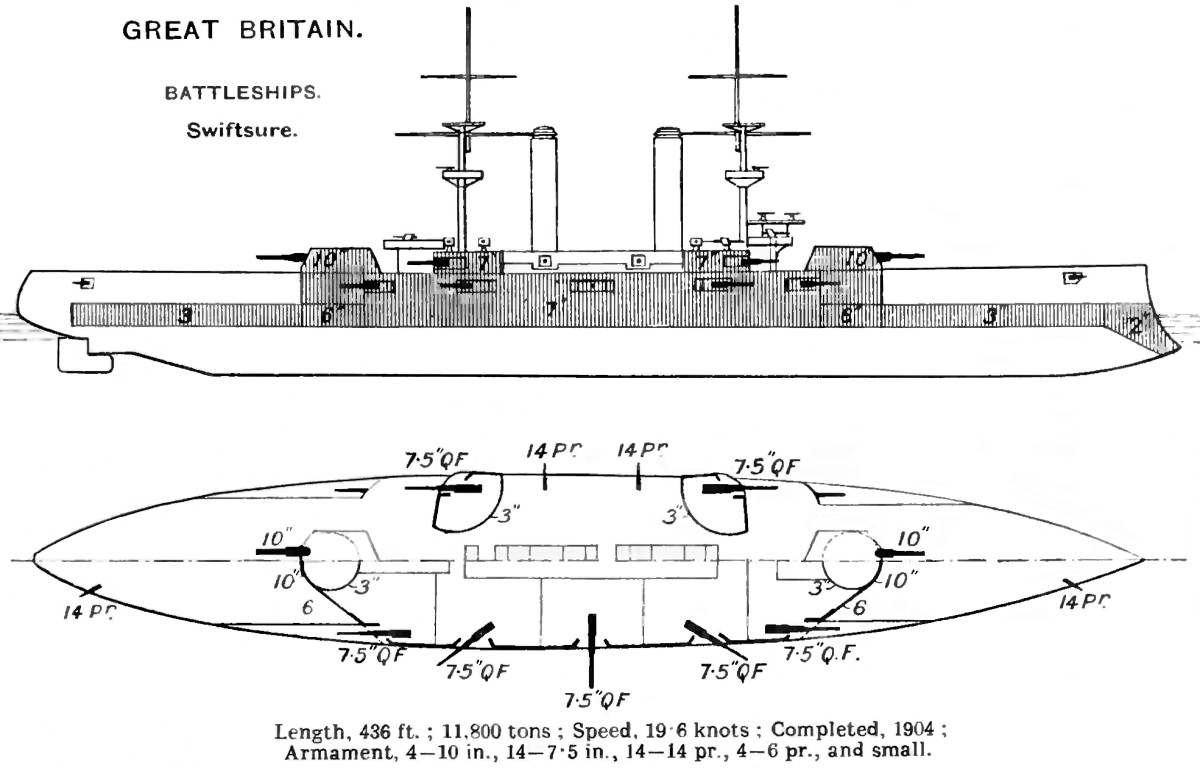
Schéma výzbroje a pancéřování.

Hlavní výzbroj tvořily čtyři 254mm kanóny ve dvouhlavňových věžích. Pro bitevní lodě té doby obvyklé 305mm kanóny třída Swiftsure vůbec nenesla. Sekundární výzbroj představovalo čtrnáct kasematových 190mm kanónů. Lehkou výzbroj tvořilo čtrnáct 76 kanónů, čtyři 57mm kanóny a dva 457mm torpédomety. Pohonný systém tvořilo dvanáct kotlů Yarrow a dva parní stroje p výkonu 12 500 ihp, pohánějící dva lodní šrouby. Nejvyšší rychlost dosahovala 19 uzlů.

## Osudy

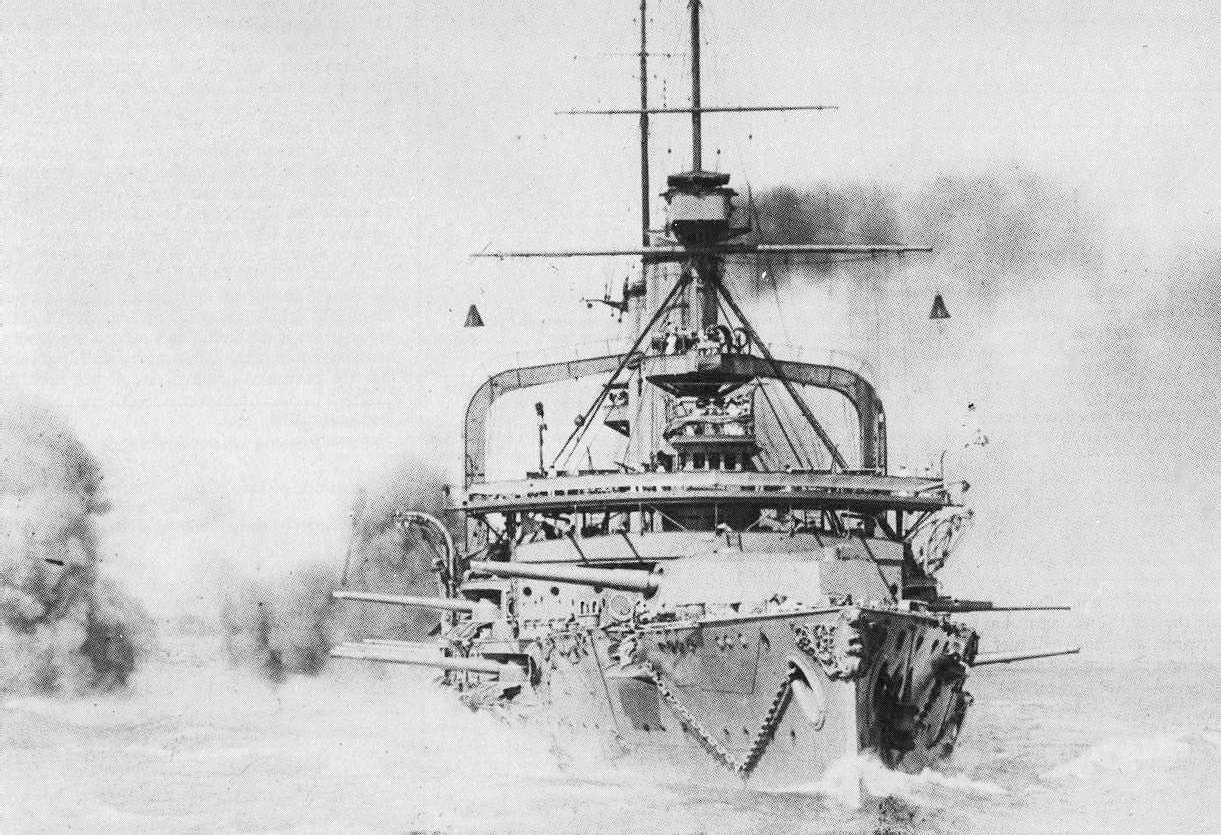
Swiftsure při výcviku dělostřelby

Obě bitevní lodě byly nasazeny v první světové válce. Na jejím počátku byly součástí britského Východního loďstva. Bitevní loď Triumph se v bitvě o Čching-tao podílela na dobytí německé hlavní námořní základny v Asii. Obě lodi byly v roce 1915 nasazeny v Dardanelské kampani, přičemž zde jedna byla potopena. Dne 25. května 1915 Triumph v ústí Dardanel zasáhlo torpédo z německé ponorky SM U 21. Po 12 minutách se loď položila na bok a za dalších 21 minut potopila. Zahynulo 73 mužů. Bitevní loď Swiftsure od roku 1916 pokračovala ve službě v Atlantiku. V dubnu 1917 byla vyřazena a do února 1918 sloužila jako plovoucí kasárna. Roku 1920 byla prodána k sešrotování.